# کارل فریدریش تسلتر
کارل فریدریش تْسِلْتِر (آلمانی: Carl Friedrich Zelter؛‏ ۱۱ دسامبر ۱۷۵۸ – ۱۵ مهٔ ۱۸۳۲) موسیقی‌دان، آهنگساز، رهبر ارکستر و معلم موسیقی اهل آلمان بود.
استاد وی کارل فریدریش کریستیان فاش آهنگساز آلمانی بود. از شاگردان او می‌توان از فلیکس مندلسون و فانی مندلسون نام برد.